# Walter NZ-120

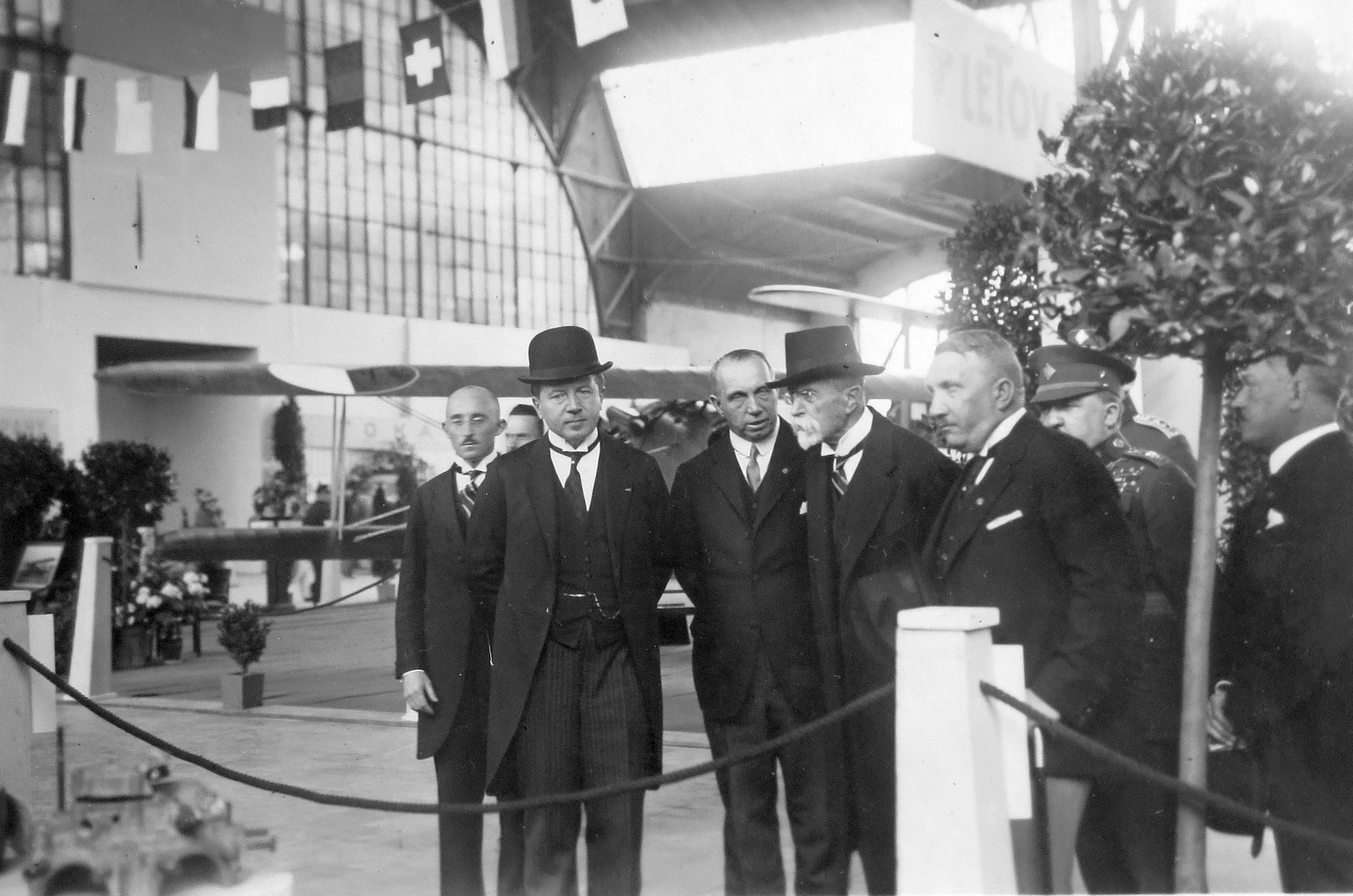
Prezident T.G. Masaryk naschlouchá výkladu V. Kumpery (Letecká výstava Praha, 1927)

Walter NZ-120 byl posledním a nejvýkonnějším sériově vyráběným členem řady leteckých vzduchem chlazených hvězdicových motorů NZ (Novák-Zeithammer), určených k pohonu lehkých cvičných a sportovních letadel. Byl vyráběn v letech 1927–1931 Akciovou továrnu automobilů Josef Walter a spol. v Praze-Jinonicích. Konstrukci provedli ing. Jan Novák a ing. František Barvitius.

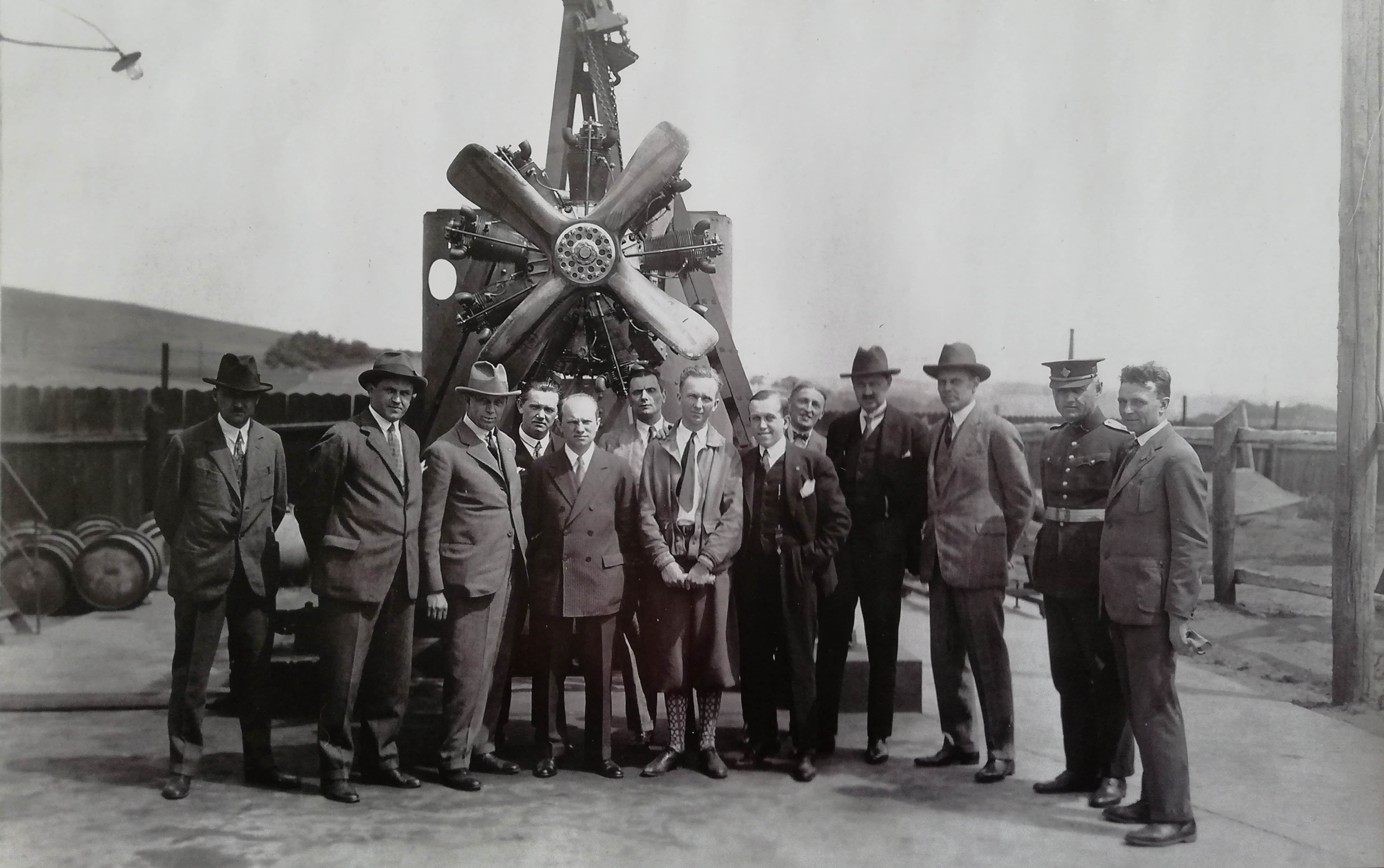
Návštěva amerických pilotů Chamberlina a Lewise (uprostřed), vlevo od nich stojí Vítězslav Kumpera a vpravo Antonín Kumpera.

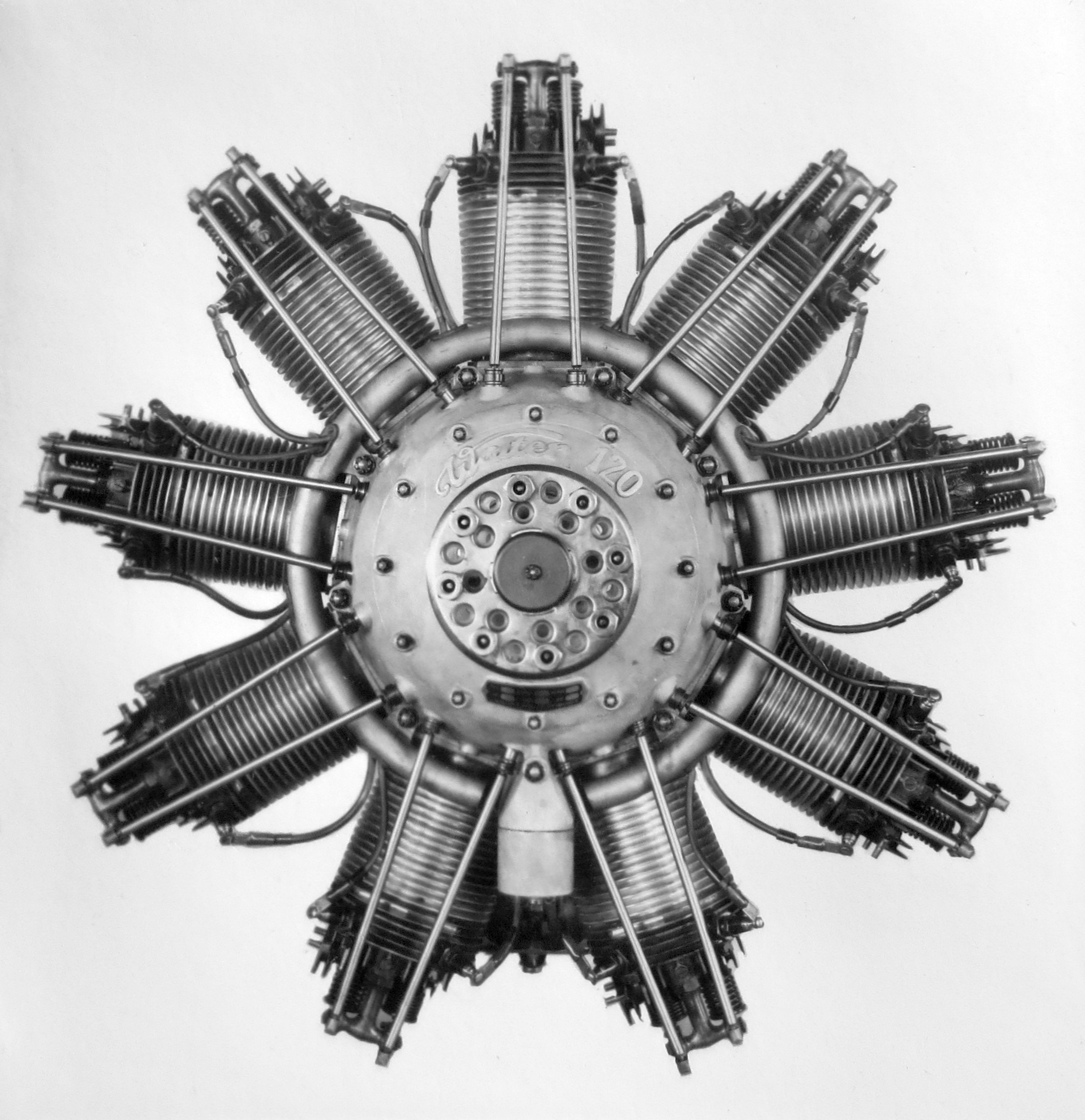
Walter NZ-120

## Vznik a vývoj
První zprávy o devítiválcovém motoru Walter vlastní konstrukce přinesl časopis Letectví včetně fotografií již v červencovém čísle 1925. Šéfkonstruktér Barvitius se přidržel linie na rozvíjení vlastních motorů, protože v nich viděl lepší perspektivu. Cestu k vyšším výkonům a skrz technologická vylepšení hledal v dalším vývoji původních NZ-60. Původní Walter NZ-110 byl potom vystaven na aerosalonu v Paříži v prosinci 1926 (X. mezinárodní letecká výstava). Typ NZ-120 prodělal úřední homologaci v červnu 1927. Veřejnosti byl představen na IV. mezinárodní letecké výstavě v Praze, která se konala od 4. do 16. června 1927. Stánek firmy Walter navštívil, krátce po svém III. zvolení (27. května 1927), i prezident republiky T.G. Masaryk s doprovodem. Výklad mu podal předseda představenstva jinonické továrny Vítězslav Kumpera. V tomto období se uskutečnila i návštěva amerických letců a obchodníků Chamberlina a Lewise, kteří navštívili továrnu Walter, na strojích Avia s motory Walter si zalétali v Mariánských Lázních a byli také na audienci u prezidenta republiky T.G. Masaryka. Výsledkem těchto jednání byl prvotní nákup motorů Walter NZ-60 a Walter NZ-120 pro americký trh. Vývoj ještě pokračoval, na přelomu ledna a února 1929 byla odjeta typová homologace modelu NZ-130 (také byl označován jako NZ 120-II).
Tento motor byl od roku 1927 vyráběn licenčně, v sesterské společnosti jinonické továrny Svetozar Vlajkovič i komp. v Bělehradě (Království SHS), což lze označit za nesporný úspěch. Později společnost Walter tuto firmu zakoupila. Tato továrna byla zprvu předurčena pro výrobu těchto motorů pro potřeby jugoslávského vojenského letectva. Jejímu vzniku předcházela objednávka jugoslávského Ministerstva vojska a námořnictva na dodávku 280 leteckých motorů NZ-120 pro armádní potřeby od továrníka S. Vlajkoviče, který za tímto účelem nechal vybudovat na svých pozemcích v Bělehradě novou továrnu. Po dlouhých jednáních, vyplývajících nejen z byrokracie jugoslávských úřadů, ale i z váhavosti československé strany, nakonec došlo k podepsání zakázky s nově vzniklou firmou Vlajkovič a spol. Ta představovala společný Československo (Walter) – jugoslávský (Vlajkovič) projekt. Společnost byla dne 31. srpna 1927 zaregistrována u obchodního soudu v Bělehradě. Smlouva zněla na 280 leteckých motorů, které měly být dodány během čtyř let. V prvním a druhém roce Ministerstvo vojska a námořnictva předepsalo dodávku po čtyřiceti motorech, které se v Bělehradě montovaly pouze ze součástek dovezených z továrny Walter. Ve třetím a čtvrtém roce smlouva požadovala vyrobit vždy 100 motorů zhotovených více než z poloviny z jugoslávských součástek. Tento motor se uplatnil na cvičných letounech Zmaj Fizir FN a na Zmaj Fizir FP-1. Počátkem 30. let byl tento motor z Jugoslávie exportován do Bulharska a Rumunska, kde ho společnost KAB – Kaproni Bulgarski použila k zástavbě do letounů Caproni Ca.100, v Bulharsku nazvané jako KB-1 Peperuda (motýlek) a v Rumunsku byl zastavován ve verzi NZ-130 (NZ-120 II) do letounů Savoia Marchetti S.56, na základně vojenského námořního letectva na pobřeží Černého moře v městě Constanța a také na blízkém jezeře Siutghiol. Ještě v druhé polovině 30. let byl tento motor vyráběn ve verzi s reduktorem NZR 120 (resp. NZR 130) a byl montován např. do letadel Rogožarski SIM-X a Zmaj Fizir FT-1 Nebojša. Práva na licenční výrobu typu byla prodána také do zahraničí. Jeden kus byl postaven v Estonsku a jugoslávská továrna Rogožarski vyrobila tři licenční stroje RWD-8 poháněné československým hvězdicovým motorem Walter NZ-120. Uskutečnil se i prodej licence tohoto letounu do Československa, kde ale k zahájení výroby nedošlo.
Mezi lety 1928 až 1931 bylo Jinonicích vyrobeno alespoň 262 motorů NZ-120 (jiný pramen udává 280 kusů). V tomto počtu nejsou zahrnuty motory vyrobené v letech 1927–1937 jugoslávskou pobočkou továrny Walter, společností Svetozar Vlajkovič i komp, kterých mělo být vyrobeno 280.

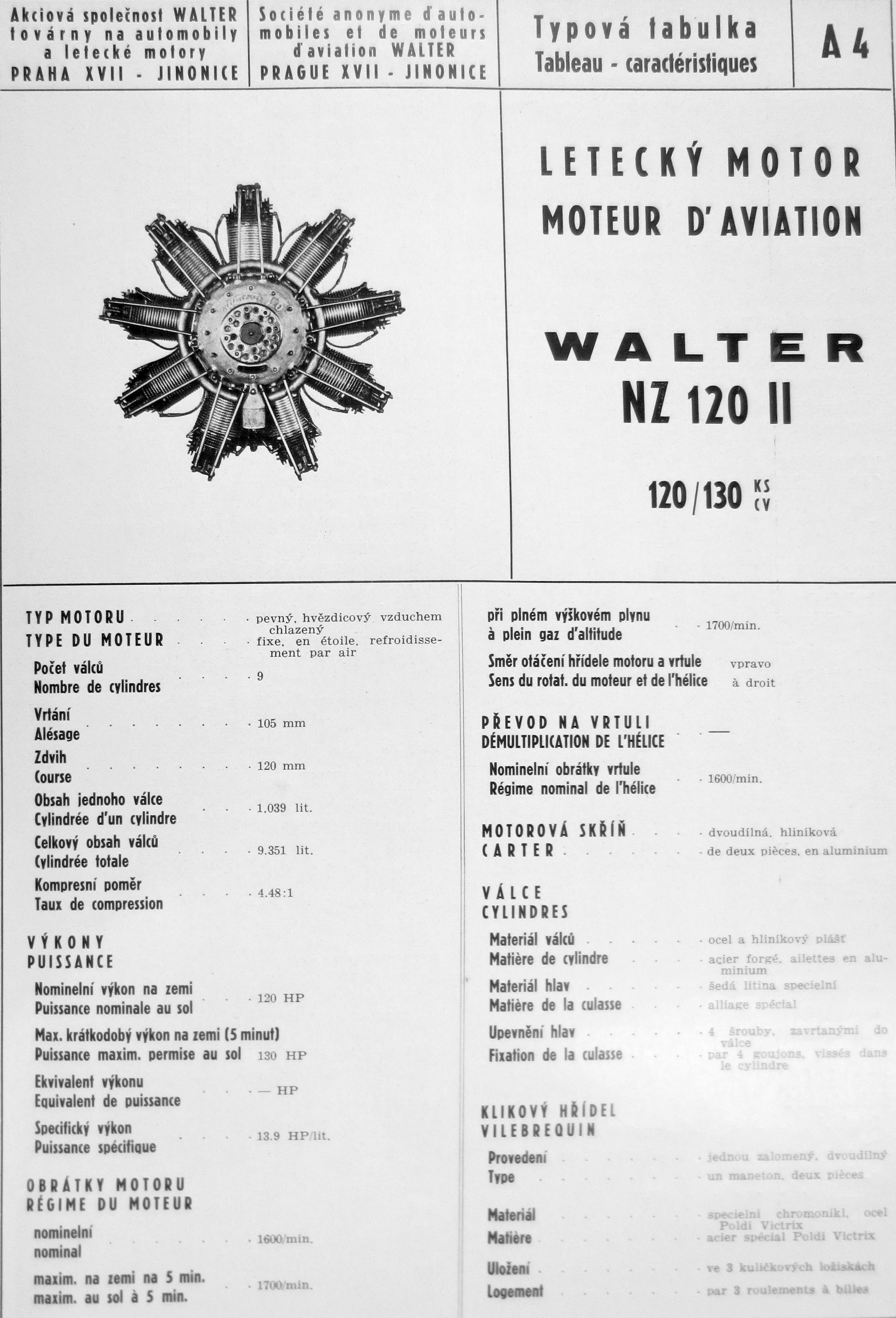
Walter NZ-120 II, typový list A4, strana 1

## Popis motoru
Všechny důležité komponenty tohoto motoru byly shodné s předchozími motory této řady Walter NZ-60, Walter NZ-85 a Walter NZ-40. Tento motor se v podstatě odlišoval pouze počtem válců – těch bylo devět.
Tyto hvězdicové devítiválce měly vrtání 105 x zdvih 120 mm. V posledním období své výrobní periody (1929) byl vyráběn se zvýšeným nominálním výkonem na 95,6 kW/130 k při 1600 ot/min a pod označením NZ-130 (NZ-120 II). Ucelená řada motorů s tímto počtem a uspořádáním válců (devítiválcový), s tímto vrtáním a zdvihem měla v následujících letech pokračování. Na konstrukci motoru NZ-120 navázal typ Walter Mars z roku 1929, Walter Gemma z roku 1932, na který roku 1934 navázal opět velice úspěšný devítiválec Walter Bora a v roce 1935 reduktorová verze Walter Bora II-R. Posledním typem z řady NZ byl Walter Scolar, který měl snížený zdvih na 100 mm.
Motorová skříň byla dvoudílná, vyrobená z hliníkové slitiny. Válce byly z oceli s opláštěním z hliníkové slitiny. Hlavy válců byly odlity ze šedé litiny. Písty byly z hliníkové slitiny. Kliková hřídel byla jednou zalomená, dvoudílná. Vyrobena byla z chromniklové oceli Poldi Victrix a uložena ve třech kuličkových ložiscích. Ojnice kruhového průřezu byla vyrobena ze stejné oceli.
Ventily rozvodu OHV byly poháněny vačkovým kotoučem, zvedáky, tyčinkami a vahadélky. Oba ventily byly umístěny v hlavě válce vedle sebe. Spouštění motoru bylo prováděno startérem Viet na stlačený vzduch. Mazání motoru zabezpečovaly dvě čerpadla (sací a výtlačné), výrobce doporučoval olej značek Caroil nebo Gargoyle.

## Použití
Motor mj. poháněl letouny Letov Š-218, Aero A-34 Kos, Avia BH-29, Praga BH-39NZ, italské letouny Breda Ba.15, Breda Ba.26, Caproni Ca.100 a Savoia-Marchetti S.56, německý Junkers K 16Bo, americký Spartan C3-2 a srbský Zmaj Fizir FN atd. 

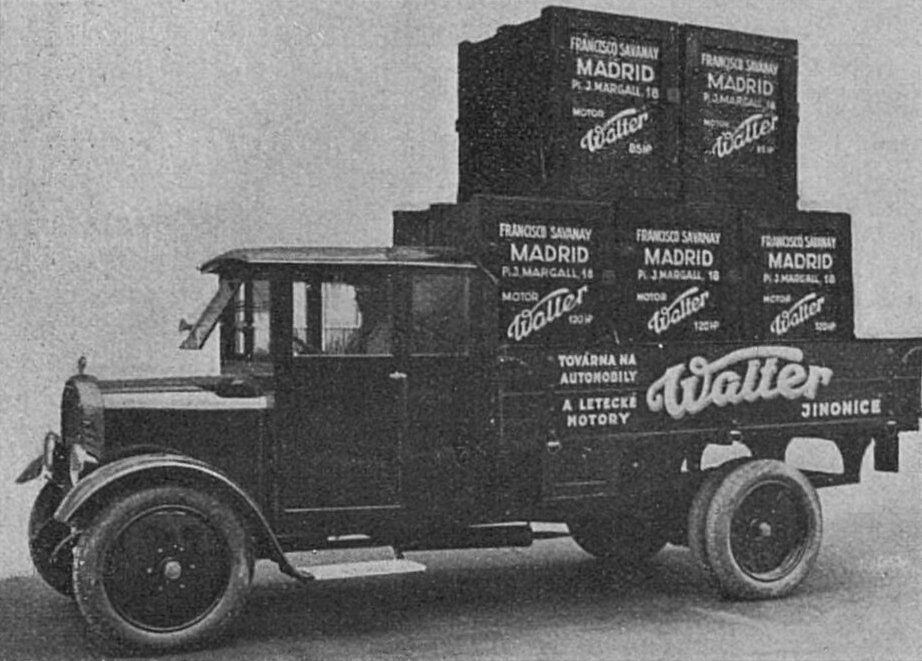
Walter PN (1928) exportuje 3 motory Walter NZ-120 a 2 Walter NZ-85 pro Španělsko

Nejúspěšnější aplikací byl rozhodně letoun Š-218 (celodřevěný, později trubkový, ocelový rám). Úspěšně byl exportován do Finska. Po obdržení prvních deseti kusů s motorem Walter NZ-120 zakoupili Finové i licenční práva. Poslední stroj byl vyškrtnut z finského leteckého rejstříku v roce 1959. Pro potřeby československého letectva se vyráběl Š-218 také. Úvodní série měla ještě celodřevěný trup, ale další pak již měly trup svařený z ocelových trubek. Tato varianta se označovala Š-218A. Stroje řady 218 byly odlišné od svých předchůdců ještě typicky „letováckou“ srpkovitou SOP. Strojů Š-218 bylo vyrobeno 44 ks. V tomto množství je finská série již zřejmě započítána. Jeden zrekonstruovaný Š-218 je expozici v leteckém muzeu ve Kbelích.
S motorem NZ-120 je spojen i obchod v USA s firmou Spartan Aircraft Company z Tulsy v Oklahomě (1928–1929). Značně optimistické naděje s exportem do USA a přes zaslanou objednávku Spartanu na dodávku 500 motorů ročně pro letoun Spartan C3 z tohoto obchodu sešlo. Letoun ve verzi Spartan C3-2 (někdy označovaný jako C3-120) sice létal s tímto motorem, vytvořil rekord na trati dlouhé 2250 km/1800 mil při letu z Detroitu na Floridu/Key West (1928) a byl vystaven na letecké výstavě v Detroitu (1929), ale do větší výrobní série se nedostal. Případný úspěch Walter/Spartan ztroskotal na ochranářských opatřeních obchodu a preferenci domácích výrobců USA (Curtiss, Axelson a Wright), popřípadě na konkurenčním prostředí (Siemens). Jako důvod se našly technické a provozní závady, které továrna Walter dokázala vyřešit, ale konkurence domácích výrobců byla prostě nad síly evropského odvážlivce.

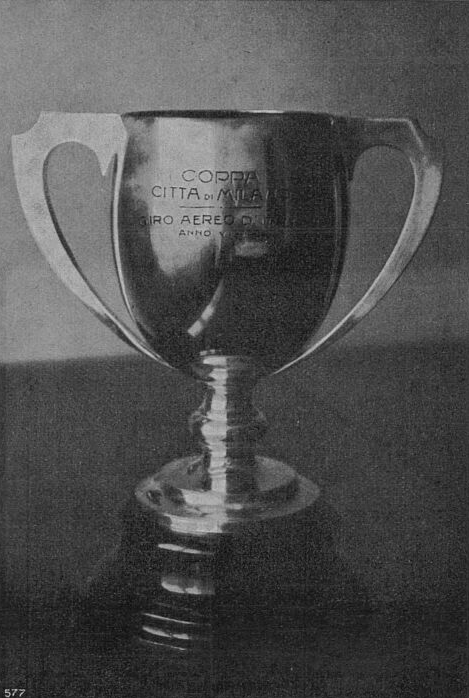
Coppa Citta di Milano, pro nejlepší motor závodu Il I. Giro Aereo d´Italia (1930)

Inženýři Beneš a Hajn z Avie se v roce 1927 pokoušeli o konstrukci jednoduchého školního dvojplošníku. Výsledek zalétání letounu s tlustým profilem křídla po celé jeho délce (a s motorem Walter NZ-85) byl překvapující. Letadlo se nechtělo zvednout od země. Konstruktéři se nevzdali, přepracovali celou konstrukci, dali letounu nová křídla a výkonnější motor NZ-120. Letové vlastnosti se podstatně zlepšily, avšak pronikavých prodejních výsledků u tohoto letounu Avia BH-29 nebylo dosaženo. Vývoj letounu však pokračoval a byl dokončen v leteckém oddělení Praga společnosti ČKD v letech 1932-3, kam oba konstruktéři Beneš a Hajn počátkem 30. let přešli. Letoun potom měl označení Praga BH-39 (vojenské označení Praga E-39). V sériové výrobě tohoto letounu, na které se podílely obě továrny (Avia i Praga), byl letoun vybaven i motory Walter Gemma (E-39G) a Walter Mars (E-39M). V roce 1928 exportovala továrna Walter do Španělska 3 motory NZ-120 a 2 motory NZ-85.
Samostatnou kapitolu tvoří letadla stavěná v Království Srbů, Chorvatů a Slovinců (Jugoslávie) v pobočném závodě jinonické továrny Svetozar Vlajkovič i kompl. z Rakovice u Bělehradu. Motory využívaly letouny konstruované Rudolfem Fizirem a stavěné továrnami (mimo jednotlivých letounů přímo postavených v dílně Rudolfa Fizira v Petrovaradinu) Fabrika aeroplana i hidroaviona Zmaj Zemun a Prva srpska fabrika aeroplana Rogožarski A.D. Bělehrad. Postupně to byly v licenci vyráběný letoun Hanriot HD.32 a potom originální jugoslávské konstrukce: prototyp Zmaj Fizir FP-1, Zmaj Fizir FN, Fizir FT-1 Nebojša a Rogožarski SIM-X.

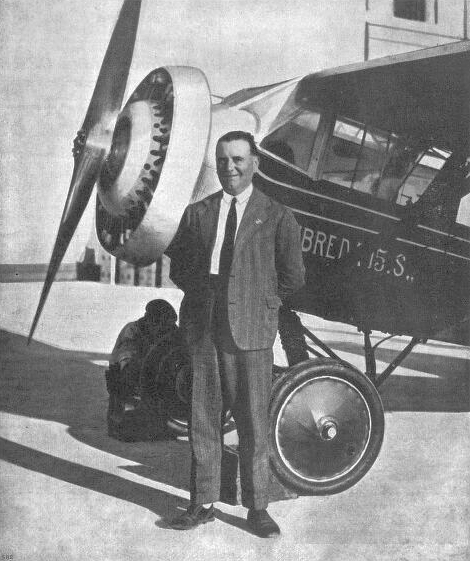
Paride Sacchi u letounu Breda Ba.15S s motorem Walter NZ-120 (1930)

Největšího sportovního úspěchu bylo s motorem NZ-120 dosaženo 20.–31. srpna 1930 na soutěži sportovních letadel Il I. Giro Aero d´Italia (1. Okolo Itálie letecky). Italský pilot Paride Sacchi na letounu Breda Ba.15S v této soutěži mezi 70 účastníky z 5 zemí zvítězil. Továrna Walter získala rovněž první cenu pro nejlepší motor závodu, pohár „Coppa Citta di Milano“ (Pohár města Miláno), který osobně převzal generální ředitel ing. Antonín Kumpera. Úspěch značky Walter byl podtržen 6. a 16. místem, která na stejném stroji obsadili italští piloti Roccato a Martelli.
Ještě v roce 1938 se zúčastnily na dolnokřídlém jednoplošníku Fizir T-1 Nebojša (YU-PDV) a hornokřídlém jednoplošníku Rogožarski SIM-X (YU-PFK) s motory Walter NZR 120 dvě posádky I. ročníku závodu turistických letadel Kolem Malé dohody (Praha – Zlín – Bukurešť – Bělehrad – Arad – Praha), která se uskutečnila na přelomu srpna a září 1938. Posádky z Království SHS obsadily v kategorii IB 5. a 7. místo. Celkem se této soutěže zúčastnilo 21 typů letounů a 9 z nich bylo osazeno 5 typy motorů Walter (NZR 120, Junior, Mikron II, Minor 4 a Major 4).

## Použití v letadlech
- Aero A-34 Kos
- ANBO III (prototyp, série Walter Mars)
- Avia BH-29
- Breda Ba.15S
- Breda Ba.26 (Società Italiana Ernesto Breda per Costruzioni Meccaniche, Itálie)
- Caproni Ca.100 (licenční KAB - Kaproni Bulgarski KB-1 Peperuda (motýlek), Bulharsko)
- Hanriot HD.32 (Fabrika aeroplana i hidroaviona Zmaj, Království Srbů, Chorvatů a Slovinců)
- Junkers K 16bo (Junkers Flugzeug- und Motorenwerke AG, Německo)
- Letov Š-218
- Praga BH-39NZ (armádní označení E-39)
- Sakalamaa Õhuasjanduse Ühing (ÕGL RWD-8) - estonská licenční varianta odpovídající RWD 8 pws
- Rogožarski RWD-8, jugoslávská licenční varianta s motorem Walter NZ-120, snad 3 ks
- Rogožarski SIM-X (A.D. Rogožarski, Prva srpska fabrika aeroplana, Království Srbů, Chorvatů a Slovinců)
- Savoia-Marchetti S.56 (Savoia-Marchetti, Italské království)
- Spartan C3-2 (Spartan Aircraft Company, Tulsa, Oklahoma, USA)
- Stampe et Vertongen RSV.32 (Stampe et Vertongen, Belgie)
- Zmaj Fizir FN (Fabrika aeroplana i hidroaviona Zmaj, Království Srbů, Chorvatů a Slovinců)
- Zmaj Fizir FP-1 (Fabrika aeroplana i hidroaviona Zmaj, Království Srbů, Chorvatů a Slovinců)
- Fizir FT-1 Nebojša (Fizir Petrovaradín, Království Srbů, Chorvatů a Slovinců)

## Specifikace
Data dle

### Technické údaje
- Typ: čtyřdobý zážehový vzduchem chlazený hvězdicový letecký devítiválec
- Vrtání válce: 105 mm
- Zdvih pístu: 120 mm
- Celková plocha pístů: 779 cm2
- Zdvihový objem motoru: 9352 cm3
- Max. průměr motoru: 990 mm
- Celková délka motoru: 741 mm
- Hmotnost suchého motoru: 146 kg
- Hmotnost motoru s nábojem vrtule a příslušenstvím: 166 kg

### Součásti
- Rozvod: OHV, dvouventilový
- Karburátor: Zénith 42 DCI
- Zapalování: 2× magnety Scintilla GN7-D
- Mazání: tlakové oběžné, se suchou klikovou skříní
- Chlazení: vzduchem
- Pohon: dvoulistová, dřevěná vrtule

### Výkony
- maximální, vzletový: 135 k (99,3 kW) při 1750 ot/min
- nominální, jmenovitý: 120 k (88,3 kW) při 1400 ot/min
- Kompresní poměr: 4,48:1
- Spotřeba paliva: 235 g·h−1·k−1 / 320 g·h−1·kW−1
- Spotřeba oleje: 5–10 g·h−1·k−1 / 6,8–13,6 g·h−1·kW−1
- Specifický výkon: 13,9 k/l (10,3 kW/l)
- Specifická hmotnost motoru: 1,27 kg/k (0,58 kg/kW)

## Galerie

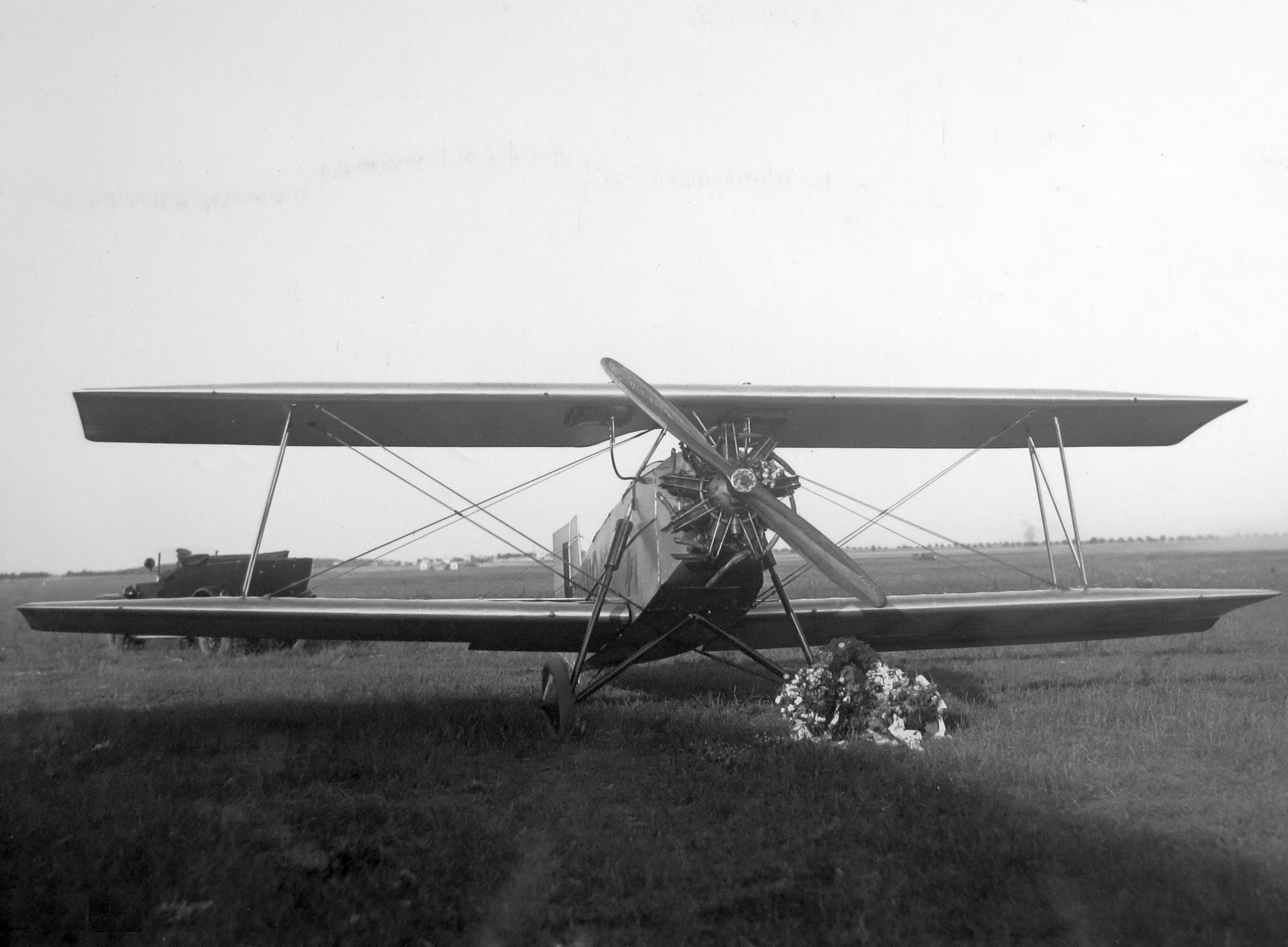
Avia BH-29.1 s motorem Walter NZ-120 (1928)
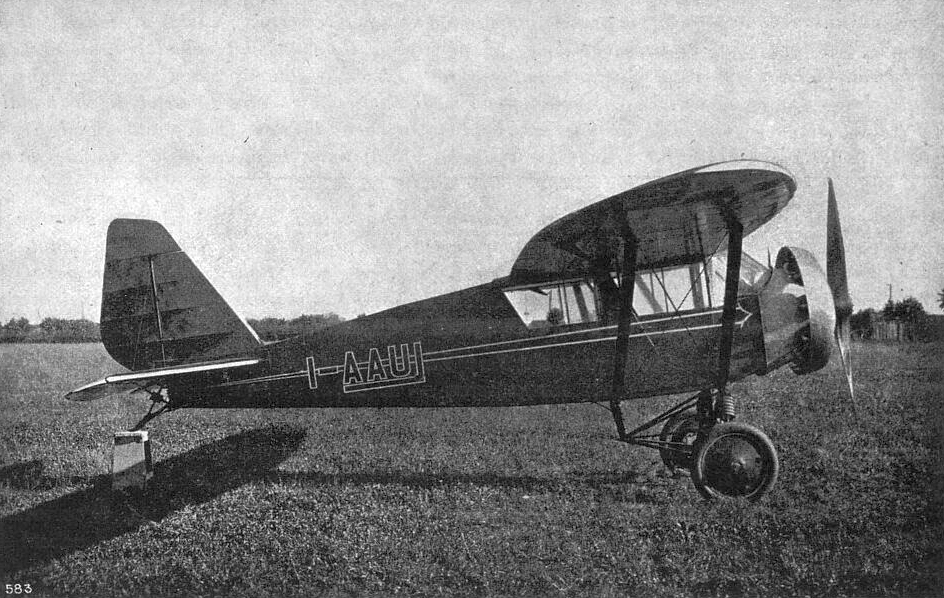
Breda Ba.15 S s motorem Walter NZ-120 (1930)
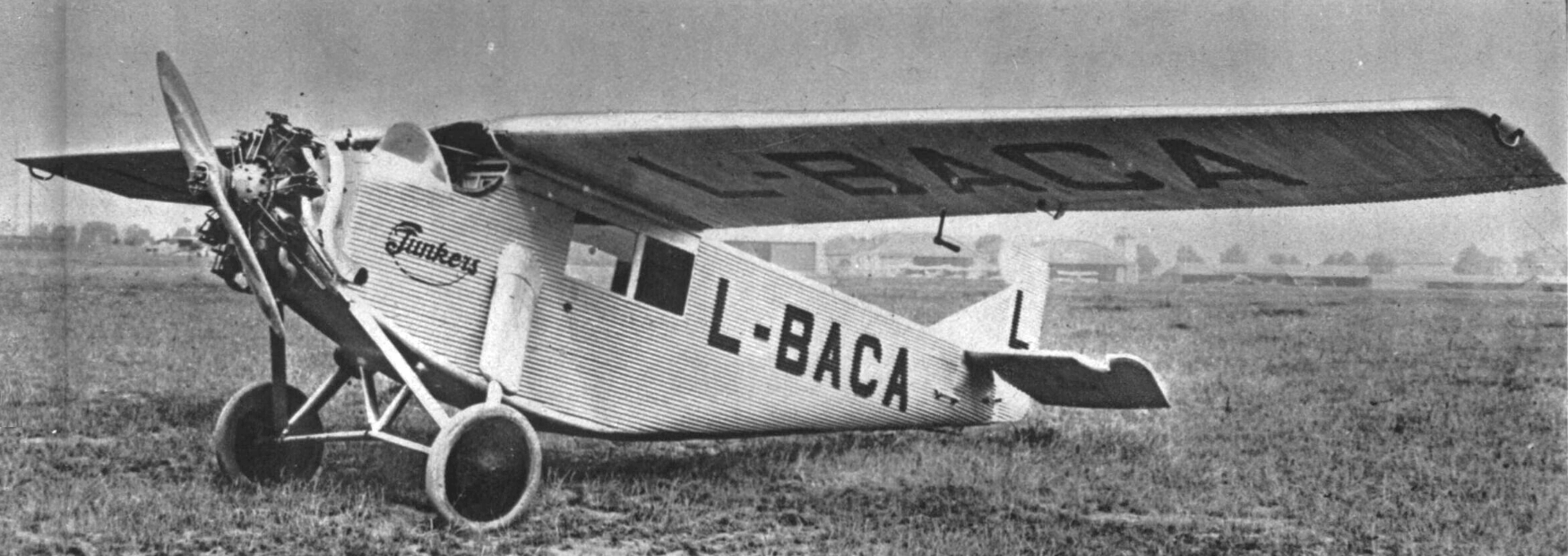
Junkers K 16bo a Walter NZ-120
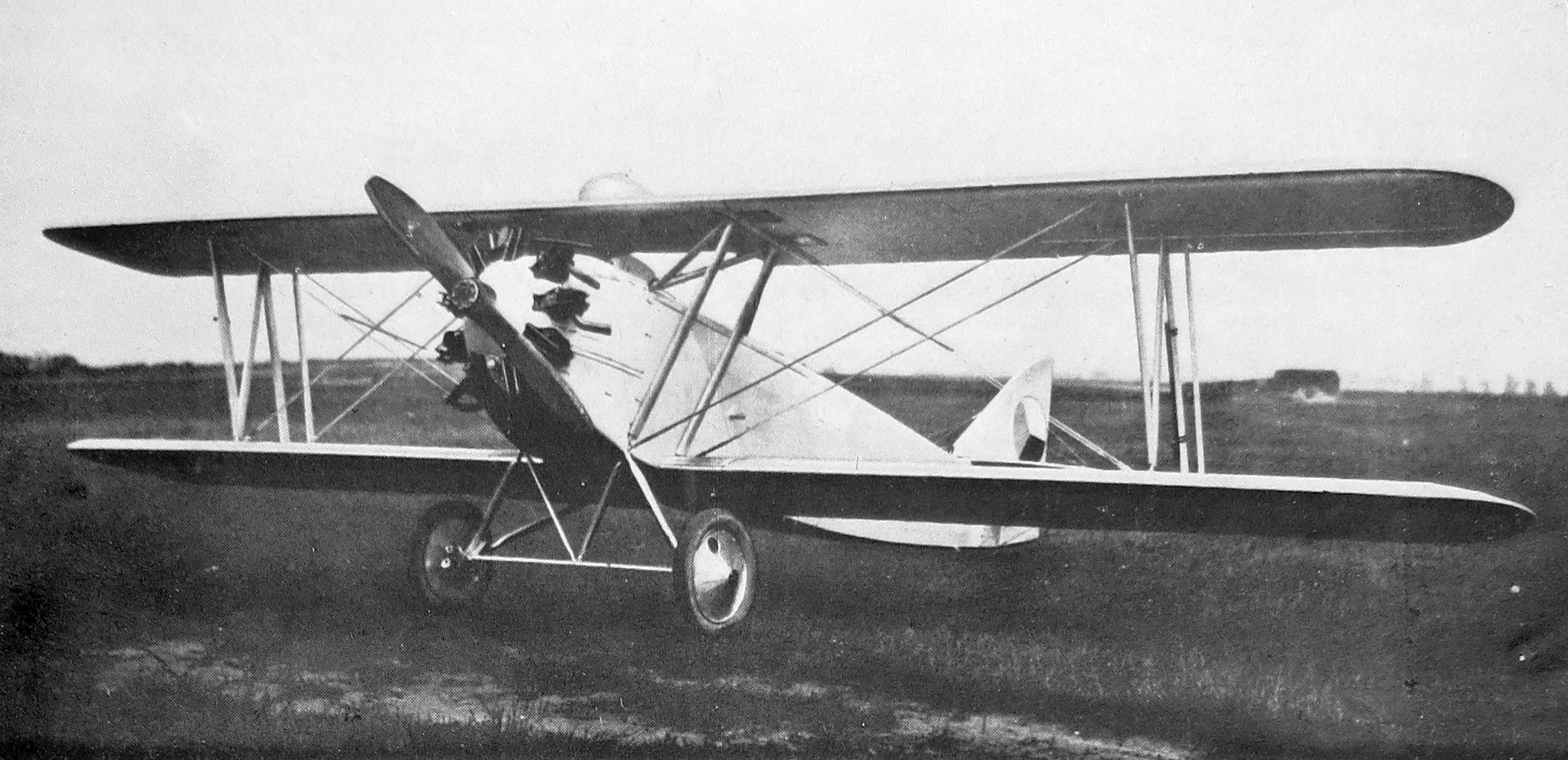
Letov Š-218, školní dvouplošník s motorem Walter NZ-130
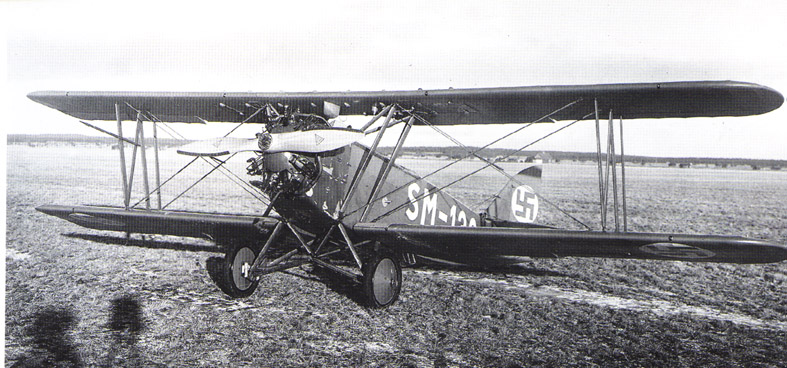
Letov Š-218A finského letectva
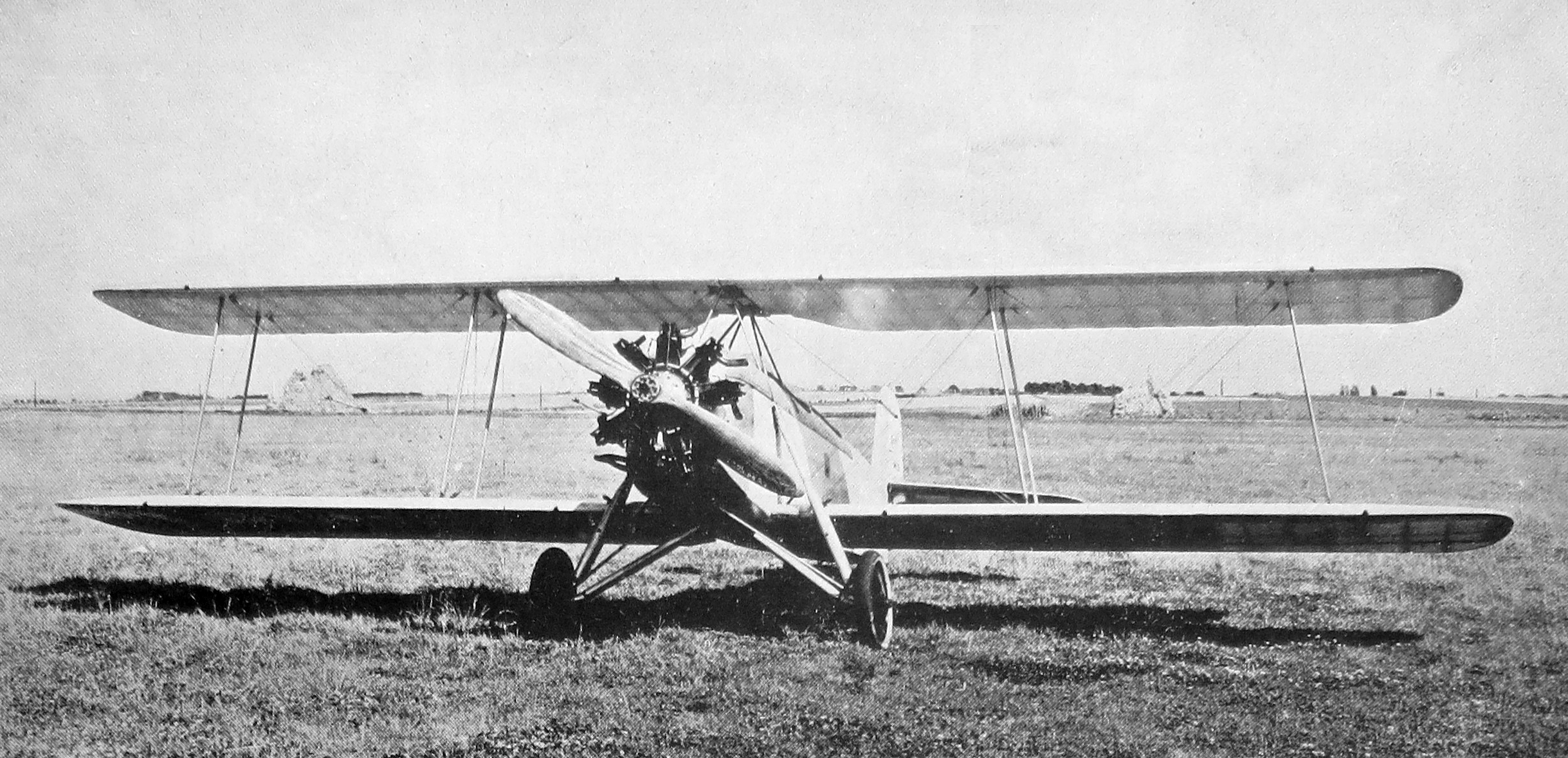
Praga BH-39 (prototyp) s motorem Walter NZ-120 (1933)
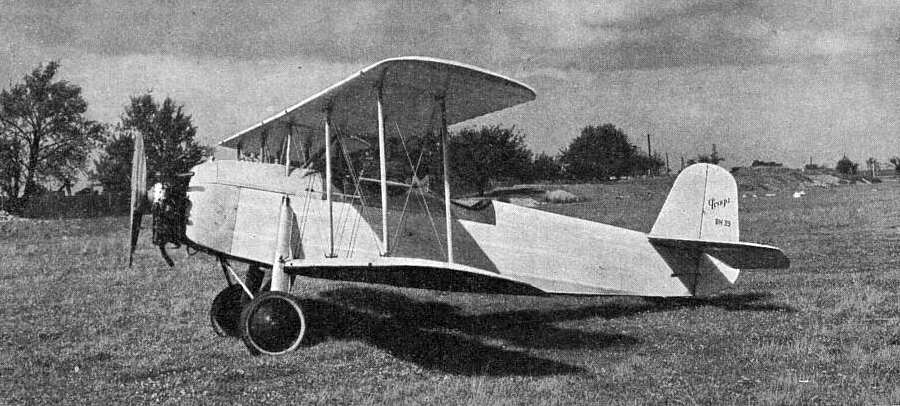
Praga BH-39 (prototyp) s motorem Walter NZ-120 (1933)
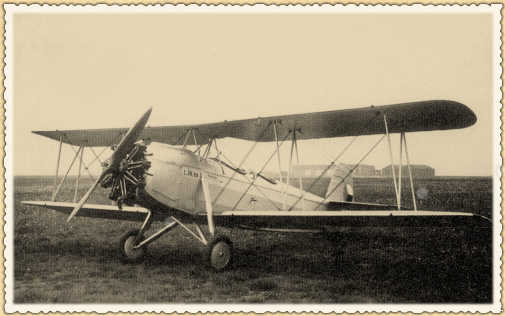
Praga BH-39 (E-39)
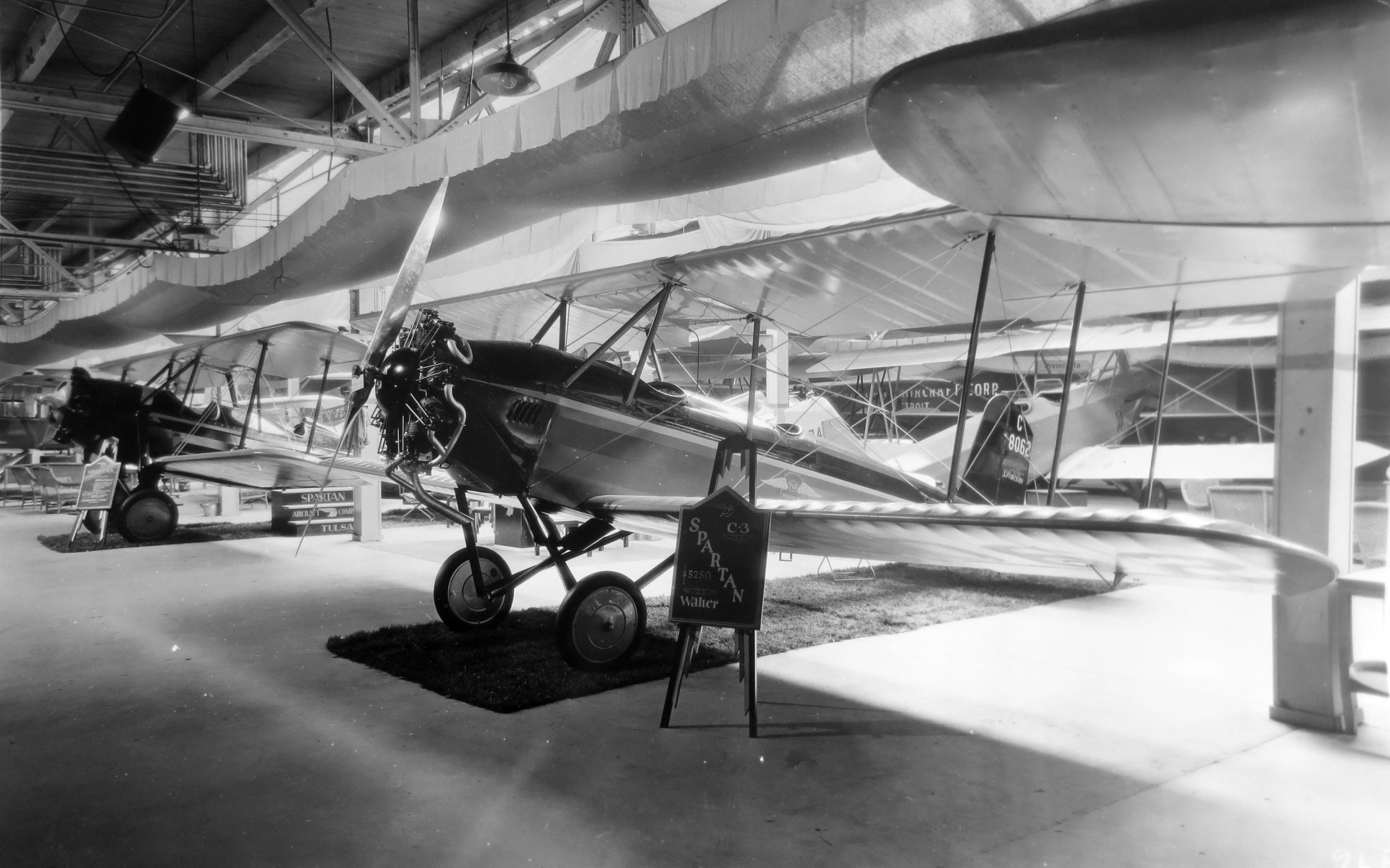
Spartan C3-2 a Walter NZ-120 na letecké výstavě v Detroitu 1929
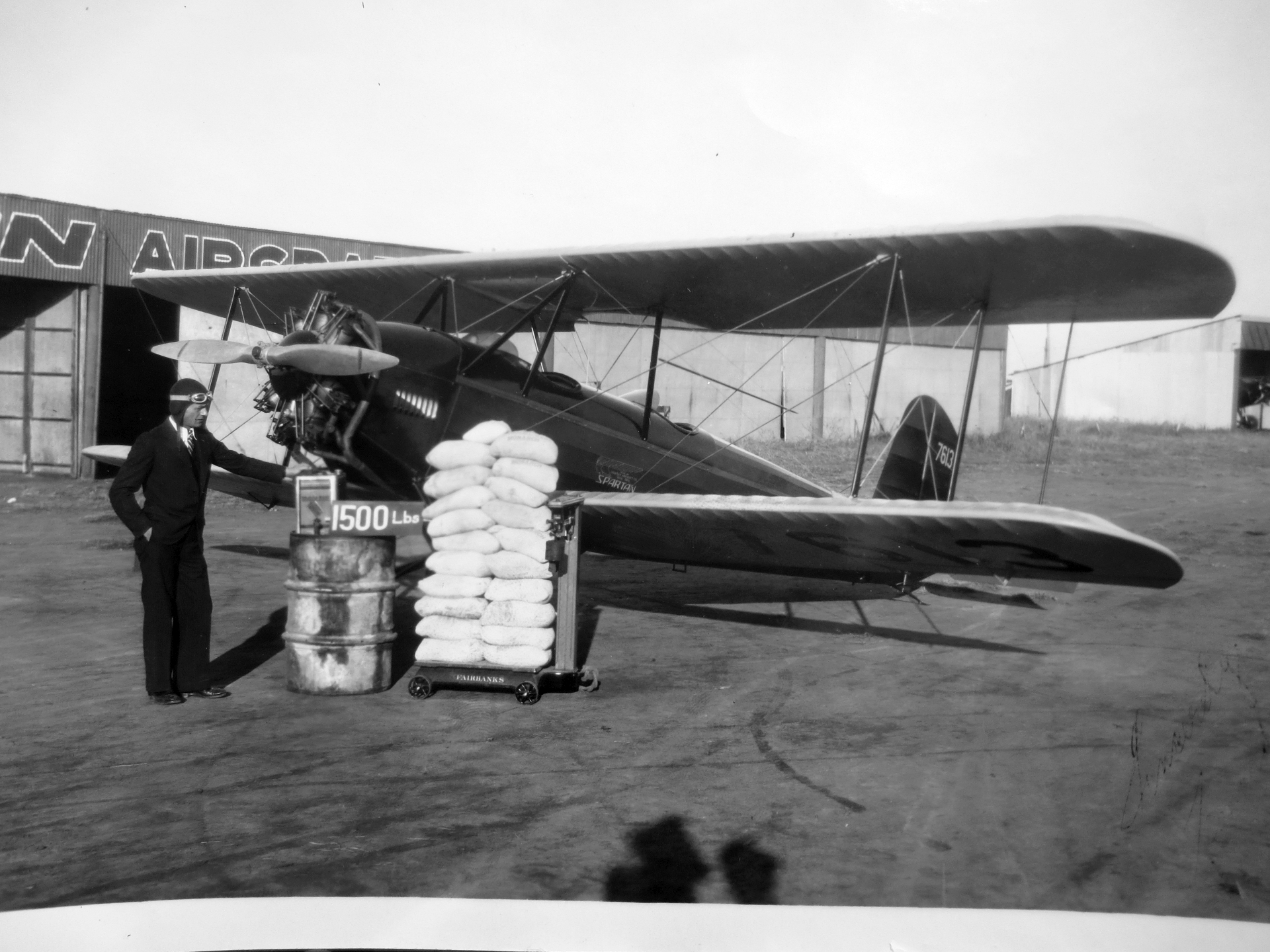
Spartan C3-2 po rekordním letu Detroit-Florida 1800 mil nonstop, pilot Leonard Flo (listopad 1928)
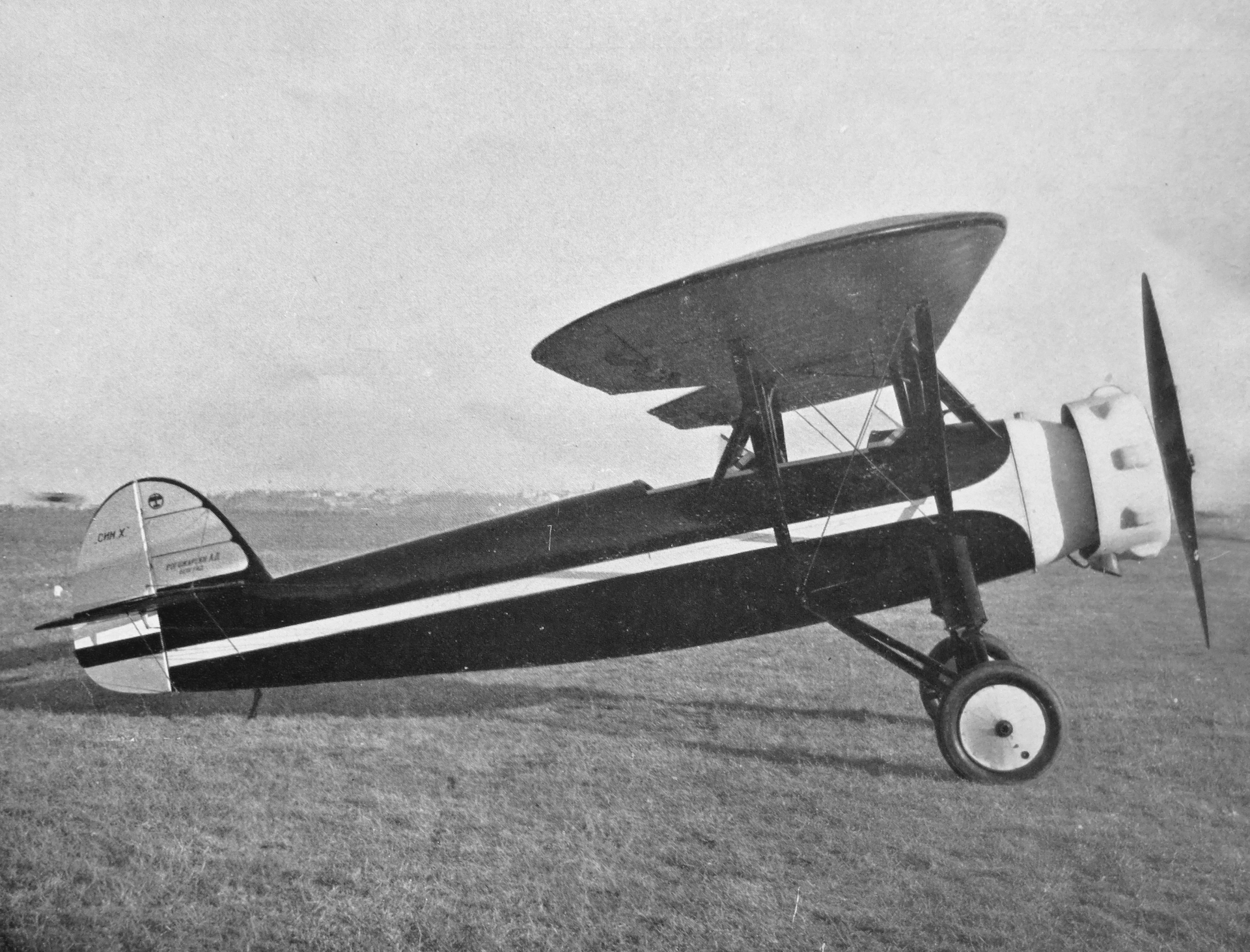
Rogožarski SIM-X a Walter NZR 120 (1937)
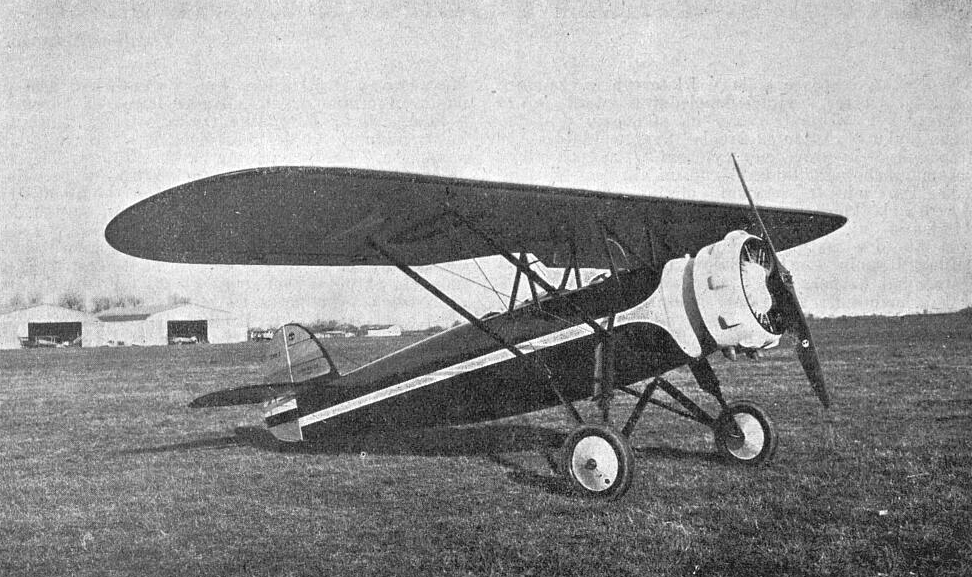
Rogožarski SIM-X s motorem Walter NZR 130 (Aerophile červen 1938)
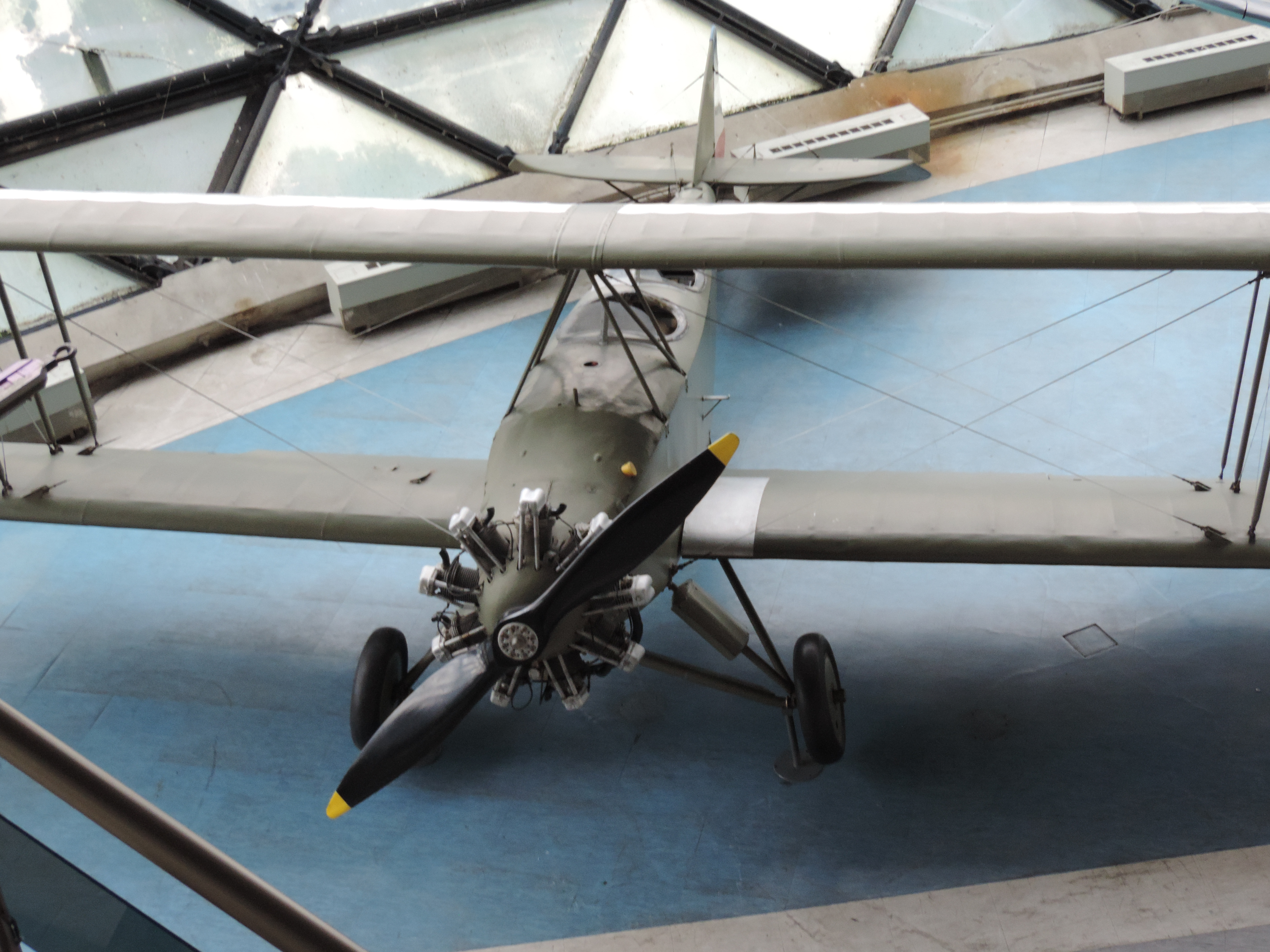
Zmaj Fizir FN s motorem Walter NZ-120 v bělehradském leteckém muzeu
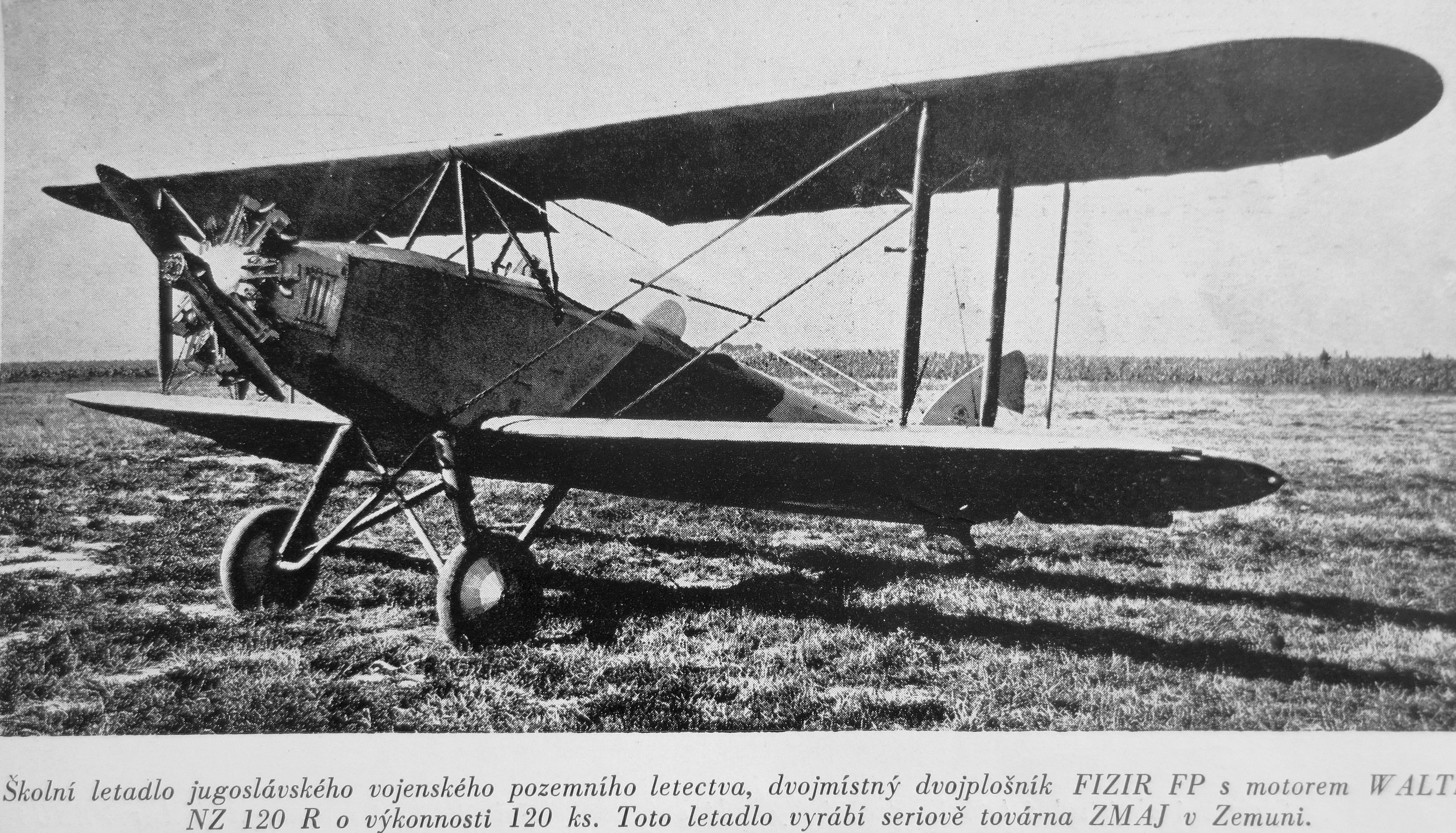
Zmaj Fizir FP-1 s motorem Walter NZ-120 R (1933)
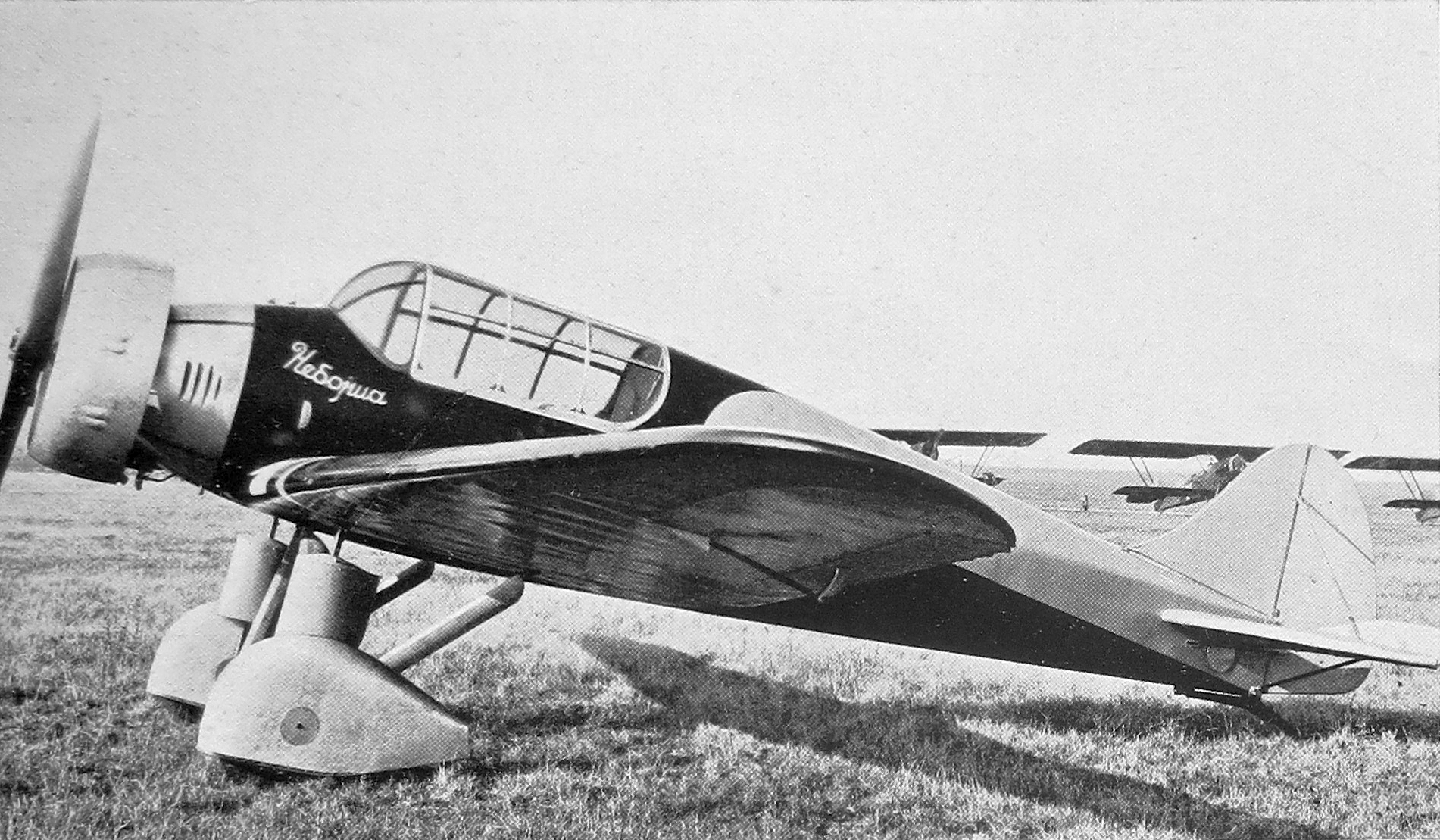
Fizir FT-1 Nebojša a Walter NZR 120 (1936)